# Pedro II (obispo)
Pedro II fue obispo de Oviedo entre los años 1251 y 1268. Durante su episcopado, el rey Alfonso X el Sabio y su esposa Violante de Aragón, hija de Jaime el Conquistador, quisieron honrar a la iglesia de Oviedo, ya que en ella se encuentran enterrados muchos antecesores suyos, por lo que concedieron al obispo Pedro II el privilegio de la dependencia de él sobre todas las iglesias de los pueblos que estos reyes mandaran edificar.
| Predecesor: Rodrigo III | Obispo de Oviedo 1251 - 1269 | Sucesor: Fernando I, Martínez |